# هايلي سوندرز
هايلي سوندرز (بالإنجليزية: Hayley Saunders)‏ هي لاعبة كرة الشبكة نيوزيلندية، ولدت في 7 فبراير 1989 في Gore, New Zealand ‏ في نيوزيلندا.